# DVDplus
DVDplus, eller DVD Plus, är ett optiskt lagringsmedium. Formatet bygger på en optisk skiva med dubbla lager, vilket på många sätt liknar DualDisc-skivan. DVDplus, liksom DualDisc, är inget nytt format i sig, utan bygger på en kombination av existerande format.
Den vanligaste varianten av DVDplus kombinerar ett CD-kompatibelt lager och ett DVD-kompatibelt lager. Det finns dock fler varianter av formatet som inte var lika populära, som exempelvis kombinationen av CD och DVD-Audio samt kombinationen av DVD och ROM.